# 泉上县 (河北)
泉上县是西汉曾经存在过的县，治所在现在的河北省张家口市怀来县东，一说在今涿鹿县涿鹿镇东南的矾山镇，属上谷郡。王莽曾一度将其改名为塞泉县。东汉光武帝建武六年（30年）废除，并入沮阳县。未见于《后汉书·郡国志》。